# 柴桦
柴桦（学名：Betula fruticosa）是桦木科桦木属的植物。分布在西伯利亚、远东地区、朝鲜以及中国大陆的黑龙江等地，生长于海拔600米至1,100米的地区，多生长于林区沼泽地中或河溪旁，目前尚未由人工引种栽培。

## 异名
- Betula fruticosa Pall. var. fusenensis (Nakai) Liou
- Betula fruticosa Pall. var. macrostachys Tung